# Hawthorne (Kalifornien)
Hawthorne ist eine Stadt im Los Angeles County im Bundesstaat Kalifornien der Vereinigten Staaten.
Das U.S. Census Bureau hat bei der Volkszählung 2020 eine Einwohnerzahl von 88.083 ermittelt.
Der Name der Stadt geht zurück auf die Tochter von Benjamin I. Harding, einem der beiden Stadtväter: Laurine Harding Woolwine hatte am selben Tag Geburtstag wie der Schriftsteller Nathaniel Hawthorne.

## Demographische Daten
Laut der Volkszählung 2010 verteilten sich die 84.293 Einwohner auf 28.486 Haushalte. Die Bevölkerungsdichte lag bei 5369 Einw./km². 32,8 % bezeichneten sich als Weiße, 27,7 % als Afroamerikaner, 0,7 % als Indianer, 6,7 % als Asian Americans, 26,3 % gaben die Angehörigkeit zu einer anderen Ethnie und 4,7 % zu mehreren Ethnien an. 52,9 % der Bevölkerung bestand aus Hispanics oder Latinos.
Im Jahr 2010 lebten in 43,3 % aller Haushalte Kinder unter 18 Jahren sowie 16,8 % aller Haushalte Personen mit mindestens 65 Jahren. 68,7 % der Haushalte waren Familienhaushalte (bestehend aus verheirateten Paaren mit oder ohne Nachkommen bzw. einem Elternteil mit Nachkomme). Die durchschnittliche Größe eines Haushalts lag bei 2,94 Personen und die durchschnittliche Familiengröße bei 3,54 Personen.
30,5 % der Bevölkerung waren jünger als 20 Jahre, 32,7 % waren 20 bis 39 Jahre alt, 25,5 % waren 40 bis 59 Jahre alt und 11,2 % waren mindestens 60 Jahre alt. Das mittlere Alter betrug 31,5 Jahre. 48,3 % der Bevölkerung waren männlich und 51,7 % weiblich.
Das durchschnittliche Jahreseinkommen lag bei 44.469 $, dabei lebten 16,1 % der Bevölkerung unter der Armutsgrenze.

## Wirtschaft
In Hawthorne befindet sich der Sitz der US-amerikanischen Filiale des Heavy-Metal-Labels Nuclear Blast. Außerdem befand sich dort das Label Abacus Recordings, das von 2002 bis 2007 zu Century Media, dem größten Konkurrenten von Nuclear Blast, gehörte.
Northrop Grumman hatte bis 2010 seinen Unternehmenssitz in Hawthorne und betrieb direkt neben dem Hawthorne Municipal Airport eine große Fabrik in der früher auch der Rumpf der Boeing 747 gebaut wurde. Die Fabrik wurde in den 1990er stillgelegt. Das Gelände wird seit 2007 von SpaceX genutzt die hier Sitz, Geschäftszentrale und die Raketenfabrik betreibt. Von 1948 bis 1991 hatte der Spielzeughersteller Mattel seinen Sitz in Hawthorne. Ein weiteres ortsansässiges Unternehmen war das von Elon Musk gegründete Tunnelbauunternehmen The Boring Company das von der Gründung 2016 bis 2023 in Hawthorne ansässig war. Außerdem ist Hawthorne ein Drehort von CSI: Miami.
Die größten Arbeitgeber waren 2023:
| Arbeitgeber                      | Arbeitnehmer |
| -------------------------------- | ------------ |
| SpaceX                           | 6.992        |
| Hawthorne School District        | 1.029        |
| Amazon                           | 696          |
| Wiseburn Unified School District | 489          |
| OSI Systems                      | 277          |
| The Home Depot                   | 260          |
| Teledyne Relays                  | 255          |
| Ring                             | 250          |
| City of Hawthorne                | 237          |
| South Bay Ford                   | 206          |

## Persönlichkeiten

### Söhne und Töchter der Stadt
- Betta St. John (1929–2023), Schauspielerin, Sängerin und Tänzerin
- Fred Dryer (* 1946), Schauspieler und ehemaliger professioneller Football-Spieler
- Carl Wilson (1946–1998), einer der drei Wilson-Brüder (Beach Boys, s. u.)
- Dana Gioia (* 1950), Lyriker, Essayist und Literaturkritiker
- Terry Place-Brandel (* 1957), deutsch-amerikanische Volleyballspielerin
- Kelly Hansen (* 1961), Sänger der Rockband Foreigner
- Kim Krizan (* 1961), Schauspielerin und Drehbuchautorin
- Savannah (1970–1994), Pornodarstellerin, die einigen Quellen zufolge hier geboren wurde
- Kenny Fisher (* 1981), Schauspieler
- Louie Lopez, professioneller Skateboarder
- Gyasi Zardes (* 1991), Fußballspieler
- Tyler, the Creator (* 1991), Rapper

### Persönlichkeiten, die vor Ort gewirkt haben
- Britt Woodman (1920–2000), Jazzposaunist; starb in Hawthorne
- Die drei Brüder Brian (1942–2025), Dennis (1944–1983) und Carl Wilson (1946–1998) sowie Brians Schulfreund Al Jardine (* 1942) wuchsen in Hawthorne auf und gründeten dort die Beach Boys. Davon zeugt auch das Beach Boys Historic Landmark, das sich seit dem 20. Mai 2005 an der Adresse 3701 W. 119th Street in Hawthorne findet.
- Michael Marsh (* 1967), ehemaliger Sprinter und Olympiasieger; ging in Hawthorne zur Schule
- Kurupt (* 1972), Rapper; verbrachte einen Teil seiner Kindheit in Hawthorne
- Russell Westbrook (* 1988), Basketballspieler der Oklahoma City Thunder